# Brama Bydgoska w Toruniu
Brama Bydgoska – zachodnia brama miejska wchodząca w skład Twierdzy Toruń, położona przy placu Bankowym. Powstała w latach 20. XIX wieku i wchodziła w skład wewnętrznego pierścienia Twierdzy Toruń. W 1891 roku poprowadzono przez nią linię tramwajową. 4 lutego 1921 roku w Bramie wykoleił się tramwaj, w wyniku czego część jej sklepienia runęła. Bramy nie naprawiono, gdyż w tym momencie była już przeznaczona do rozbiórki w związku z planowaną rozbudową miasta. W kolejnych miesiącach bramę ostatecznie zburzono. W 2019 roku w ramach przebudowy torowiska tramwajowego przy ul. Chopina odnaleziono fragment murów zachodniego przyczółka Bramy Bydgoskiej. 